# Brian O’Neill (Footballspieler)
Brian Cormac O’Neill (geboren am 15. September 1995 in Wilmington, Delaware) ist ein US-amerikanischer American-Football-Spieler auf der Position des Offensive Tackles. Er spielte College Football für die University of Pittsburgh und steht seit 2018 bei den Minnesota Vikings in der National Football League (NFL) unter Vertrag.

## College
O’Neill besuchte die Salesanium High School in seiner Heimatstadt Wilmington, Delaware, wo er als Defensive End und als Tight End Football spielte. Anschließend ging er von 2014 bis 2017 auf die University of Pittsburgh, wo er für die Pittsburgh Panthers spielte. Nach einem Redshirt-Jahr wechselte der als Tight End eingeplante O’Neill 2015 seine Position, nachdem ein Offensive Tackle des Teams verletzungsbedingt ausgefallen war. In den nächsten drei Jahren spielte er durchgehend als Starter in der Offensive Line der Panthers. 2016 erzielte er zwei Touchdowns infolge von Trickspielzügen. In seinem letzten College-Jahr wurde O’Neill in das All-Star-Team der Atlantic Coast Conference (ACC) gewählt. Am 15. Dezember 2017 gab O’Neill bekannt, sich für den NFL Draft anzumelden.

## NFL
Beim NFL Combine lief O’Neill den 40 Yard Dash in 4,80 Sekunden und war damit der schnellste Offensive Lineman seit 2013. Zudem absolvierte er auch den Three-cone drill als schnellster Spieler seiner Position. Von Analysten wurde O’Neill als später Erst- bis Zweitrundenpick eingeschätzt.
Im NFL Draft 2018 wurde O’Neill in der 2. Runde an 62. Stelle von den Minnesota Vikings ausgewählt. Er ging als Backup für die beiden Starting Tackles Riley Reiff und Rashod Hill in seine Rookiesaison. Infolge einer Verletzung von Aviante Collins kam O’Neill in Woche 2 zu seinem NFL-Debüt. Nachdem sich Reiff verletzt hatte, wechselte Hill auf die Position des Left Tackles und O’Neill übernahm ab dem sechsten Spieltag als Starter auf der rechten Seite. Da O’Neill mit seiner Leistung in den ersten drei Spielen als Starter überzeugen konnte, blieb er auch nach der Genesung von Reiff in der Startaufstellung der Vikings und verdrängte damit Rashod Hill auf die Bank.
In der Saison 2019 spielte O’Neill als Starter auf der Position des rechten Tackles und wurde als bester Spieler in einer ansonsten eher schwachen Offensive Line der Vikings eingeschätzt. Er verschuldete lediglich einen Sack.
Am 8. September 2021 unterschrieb er einen Fünfjahresvertrag über 92,5 Millionen US-Dollar. In der Saison 2021 stand O’Neill bei jedem Spielzug der Offense der Vikings auf dem Feld. Durch den verletzungsbedingten Ausfall von Tristan Wirfs wurde O’Neill für den Pro Bowl 2022 nachnominiert. In der Saison 2022 zog O’Neill sich am 17. Spieltag gegen die Green Bay Packers eine Teilruptur an der Achillessehne zu, die eine Operation notwendig machte, und fiel daher für den Rest der Saison inklusive der Play-offs aus. In der Saison 2023 wurde er mit dem Ed Block Courage Award ausgezeichnet. O’Neill verpasste drei Spiele.